# Mazowiecki Inspektorat Okręgowy Straży Celnej
Mazowiecki Inspektorat Okręgowy Straży Celnej – jednostka organizacyjna Straży Celnej pełniąca służbę ochronną na granicy polsko-niemieckiej w latach 1927–1928.

## Formowanie i służba graniczna
W lipcu 1927 roku przeprowadzono reorganizację Straży Celnej. Zniesiono instytucje starszych inspektorów Straży Celnej, istniejące przy dyrekcjach ceł i a powołano w ich miejsce inspektoraty okręgowe Straży Celnej. Mazowiecki Inspektorat Okręgowy Straży Celnej obejmował granicę z Prusami Wschodnimi na odcinku od styku z Korpusem Ochrony Pogranicza w Jankielówce i dalej w kierunku do Wisły w rejonie Małego Wałcza. Długość odcinka wynosiła 430 km.
Rozporządzeniem Prezydenta Rzeczypospolitej Polskiej Ignacego Mościckiego z 22 marca 1928 roku, do ochrony północnej, zachodniej i południowej granicy państwa, a w szczególności do ich ochrony celnej, powoływano z dniem 2 kwietnia 1928 roku  Straż Graniczną. Mazowiecki Inspektorat Okręgowy Straży Celnej przeorganizowany został na Mazowiecki Inspektorat Okręgowy Straży Granicznej.

## Funkcjonariusze inspektoratu
W skład inspektoratu okręgowego etatowo wchodziło osiem osób, w tym czterech oficerów. Był to jeden starszy inspektor, dwóch starszych komisarzy, jeden komisarz, jeden starszy przodownik, jeden  przodownik i dwóch strażników:
- kierownik inspektoratu – starszy inspektor Czesław Romiszewski
- adiutant – podkomisarz Marian Wasilewski
- oficer wywiadu – komisarz Paweł Kindlarski
- kwatermistrz – Alfons Hess.

## Struktura organizacyjna
Organizacja inspektoratu w 1927 roku :
- komenda – Ciechanów
  - Inspektorat Graniczny Straży Celnej „Chorzele”
  - Inspektorat Graniczny Straży Celnej „Działdowo”
  - Inspektorat Graniczny Straży Celnej „Grajewo”
  - Inspektorat Graniczny Straży Celnej „Grudziądz”